# Laurel und Hardy: Zwei Matrosen
Zwei Matrosen (Two Tars, vom Slang-Ausdruck tar – Teerjacke – für einen Matrosen) ist eine US-amerikanische Stummfilm-Komödie, in dem das Komiker-Duo Laurel & Hardy die Hauptrollen verkörpern. Der am 3. November 1928 in den USA uraufgeführte Film hatte seine deutsche Premiere am 2. Februar 1929 im Berliner Gloria-Palast unter dem Titel „Dick und Doof auf Heimaturlaub“. Zu jener Zeit wurde „Doof“ noch als „Dof“ geschrieben.

## Handlung
Stan und Ollie sind zwei Matrosen auf Landgang. Sie haben ein Auto gemietet. Stan überfährt zunächst beinahe einen Fußgänger. Ollie wechselt ans Steuer, fährt aber prompt eine Straßenlaterne um. Als sie parken und Ollie Stan etwas erklären will, stoßen sie auf Thelma und Ruby, die sich gerade über einen Kaugummi-Automaten ärgern, da dieser trotz Einwurf einer Münze nichts hergeben will. Natürlich sind Stan und Ollie zur Stelle. Ollie, der wieder mal beweisen will, dass er der Klügere von beiden ist, schüttelt den Kaugummi-Automaten, was dazu führt, dass dieser zerbricht und alle Kaugummis am Boden verstreut liegen. Deshalb geraten sie mit dem Besitzer des Automaten aneinander. Dank der Hilfe der Frauen können sie die Auseinandersetzung für sich entscheiden. Stan und Ollie nehmen Thelma und Ruby auf eine Spritztour mit. Auf der Rückreise geraten sie in einen Stau, der durch eine Baustelle verursacht wird. Durch das Auffahren eines Autos auf das ihrige kommt es zur Eskalation, wobei sich die Auseinandersetzung zwischen den Kontrahenten auf die gesamte Kolonne ausweitet und sich die Autofahrer gegenseitig ihre Fahrzeuge demolieren und ruinieren. Erst das Eintreffen eines Motorrad-Polizisten beendet die Zerstörungsorgie. Stan und Ollie fahren davon, allerdings ohne Thelma und Ruby, die sich aus Angst vor dem Polizisten davongemacht haben. Sie geraten in einen Eisenbahn-Tunnel und können dank eines durchfahrenden Zuges die sie verfolgende Autokolonne hinter sich lassen. Ihr zurückgelassenes Auto wird jedoch durch den Zug zerquetscht.

## Sonstiges
Thomas Benton Roberts präparierte das Auto von Stan und Ollie, das am Ende zerstört wird. Er fertigte beispielsweise eine spezielle Motorhaube an und erledigte außerdem die Karosserie-Arbeiten. Für den Rauch wurde eine Rauchmaschine benutzt. Für Two Tars wurden außerdem zehn Autos, die weitgehend zerstört wurden, gekauft. Einige davon funktionierten nach den Dreharbeiten noch. Das Motorrad des Polizisten, das am Schluss zerquetscht wird, wurde für diesen Effekt von einer Dampfwalze überfahren, die dabei fast kaputt ging. Die Stauszene wurde am Centinela Boulevard gedreht, andere Drehorte waren die Hal Roach Studios in Culver City und Straßen in Santa Monica. Die Dreharbeiten dauerten von 22. Juni bis 3. Juli 1928.

## Kritik
Der damalige Kritiker der deutschen Filmillustrierten Lichtbild-Bühne lobte den Film als „famose Groteske“ und „sehr lustiges Entree des Abends“.